# Biograd (samhälle)
Biograd är ett samhälle i Bosnien och Hercegovina.   Det ligger i entiteten Republika Srpska, i den södra delen av landet, 70 kilometer söder om huvudstaden Sarajevo. Biograd ligger 876 meter över havet och antalet invånare är 536.
Terrängen runt Biograd är kuperad söderut, men norrut är den platt.Närmaste större samhälle är Nevesinje, 7,4 kilometer nordväst om Biograd. 
Omgivningarna runt Biograd är en mosaik av jordbruksmark och naturlig växtlighet. Runt Biograd är det ganska tätbefolkat, med 67 invånare per kvadratkilometer.